# 琉神マブヤーと踊ろう!
琉神マブヤーと踊ろう!（りゅうじんマブヤーとおどろう!）は琉球放送で放送されていた番組。

## 概要
琉球放送テレビで2009年2月8日に放送開始、4月5日に放送終了。毎週日曜日13:56分から放送される（初回のみ14:55分から放送された）沖縄県内の保育園・幼稚園をローカルヒーローの「琉神マブヤー」一行が訪問し、子供達と一緒に主題歌にあわせてマブヤーダンスを踊る。マブヤー応援隊のザ・ココナッツもマブヤーに同行する。琉神マブヤーのBS11デジタルでの放送時に特典映像として当作品が追加された。DVD化もされている。制作・著作：マブヤープロジェクト、販売元：株式会社マブヤー企画、収録時間30分。

## 放送履歴
| 放送回 | ロケ地         | 所在地   | 放送日  |
| 1      | 与原保育園     | 与那原町 | 2月8日  |
| 2      | シーサー保育園 | 八重瀬町 | 2月15日 |
| 3      | あはごん保育園 | 糸満市   | 2月22日 |
| 4      | さざなみ保育園 | 西原町   | 3月1日  |
| 5      | ラポール保育園 | 中城村   | 3月8日  |
| 6      | 鏡原保育所     | 那覇市   | 3月15日 |
| 7      | 風の子保育園   | 名護市   | 3月21日 |
| 8      | すくすく保育園 | うるま市 | 3月29日 |
| 9      | ユーカリ保育園 | 沖縄市   | 4月5日  |

## 関連CD
- 「琉神マブヤー ミニアルバム」（インペリアルレコード）